# Cephalops obscuratus
Cephalops obscuratus är en tvåvingeart som först beskrevs av Hardy 1953.  Cephalops obscuratus ingår i släktet Cephalops och familjen ögonflugor.
Artens utbredningsområde är Hawaii. Inga underarter finns listade i Catalogue of Life.